# Michel Bernard (homme politique, 1932-2021)
Pour les articles homonymes, voir Bernard et Michel Bernard.
Michel Bernard, né le 3 novembre 1932 à La Villedieu (Charente-Inférieure) et mort le 18 février 2021 à Toulouse,, est un homme politique français.

## Biographie
Candidat de la droite aux élections municipales de 1989 à Limoges, il manque de peu la victoire, étant battu au second tour par le maire socialiste sortant Louis Longequeue, de seulement 669 voix.
De 1981 à 1994, il occupe le siège de conseiller général du canton de Limoges-Centre.

## Mandats électifs
- Député de la Haute-Vienne (1986-1988)
- Conseiller général du canton de Limoges-Centre (1981-1994)